# Bougouzawa
Bougouzawa (auch: Bougouzaoua, Bougouzawa Magagi, Boukouzaoua, Boukouzaoua Foulani, Boukouzawa Foulani, Boukouzawa Magaji, Bukuzawa) ist ein Dorf in der Landgemeinde Gazaoua in Niger.

## Geographie
Das von einem traditionellen Ortsvorsteher (chef traditionnel) geleitete Dorf befindet sich rund elf Kilometer südlich des Hauptorts Gazaoua der gleichnamigen Landgemeinde und des gleichnamigen Departements Gazaoua, das zur Region Maradi gehört. Zu den Siedlungen in der näheren Umgebung von Bougouzawa zählen Gazori im Norden, Kakou Datawa im Nordosten, Assaya im Südosten, Dan Kolio Gabass im Südwesten und Rogogo im Westen.
Bougouzawa ist Teil der Übergangszone zwischen Sahel und Sudan. Die durchschnittliche jährliche Niederschlagsmenge beträgt hier zwischen 400 und 500 mm. Zwischen Bougouzawa und Kakou Datawa erstreckt sich das Trockental Goulbi May Farou. Bei Bougouzawa gibt es bedeutende natürliche Bestände von Palmengewächsen, darunter Doumpalmen, sowie Bestände von Anabäumen.

## Bevölkerung
Bei der Volkszählung 2012 hatte Bougouzawa 1975 Einwohner, die in 286 Haushalten lebten. Bei der Volkszählung 2001 betrug die Einwohnerzahl 1203 in 167 Haushalten und bei der Volkszählung 1988 belief sich die Einwohnerzahl auf 1380 in 215 Haushalten.
Die Zone entlang des Trockentals gehört zu den am dichtesten besiedelten und zugleich zu den ärmsten Nigers, mit erhöhter Unterernährung.

## Wirtschaft und Infrastruktur
In Bougouzawa wird ein Wochenmarkt abgehalten. Der Markttag ist Sonntag. Der Markt wurde nach 1960, dem Jahr der staatlichen Unabhängigkeit Nigers, etabliert. Es werden die Zwiebelsorten Blanc de Soumarana und Violet de Galmi angebaut, mit einer Ernte im Jahr.
Im Dorf ist ein Gesundheitszentrum des Typs Centre de Santé Intégré (CSI) vorhanden. Es gibt eine Schule. Bei Bougouzawa verläuft die 25,6 Kilometer lange Landstraße RR4-005 zwischen Maïfarou und Gollom. Hier zweigt die 15,61 Kilometer lange Route 443 nach Birnin Kouka ab. Eine Sanierung der Route 443 wurde im April 2017 abgeschlossen.